# 예거 보고서
| 카를 예거 보고서 | 카를 예거 보고서 | 카를 예거 보고서 |
| ---------------- | ---------------- | ---------------- |
|                  |                  |                  |
| 월               | 활동             | 살해             |
| 7월              | 20건             | 4,400명          |
| 8월              | 33건             | 47,906명         |
| 9월              | 38건             | 41,097명         |
| 10월             | 12건             | 31,829명         |
| 11월             | 10건             | 8,211명          |

예거 보고서(독일어: Jäger-Bericht)는 바르바로사 작전 당시 북부 집단군의 A 특수작전집단 제3특수작전특공대 지휘관인 카를 예거가 1941년 12월 1일 작성한 문서이다. 남아있는 자료들 중 단일 특수작전특공대의 활동이 가장 상세하게 기록되어 있는 자료이다.
예거 보고서는 제3특수작전특공대가 행한 모든 행동이 기록된 보고서이다. 이 보고서에 따르면 제3특수작전특공대는 1941년 7월 2일에서 1941년 11월 25일 사이에 총 137,346 명을 죽였고 그중 대부분이 유대인이었다. 보고서는 정확한 일자와 학살 장소, 죽인 사람 수와 그 분류 범주(유대인, 공산주의자, 범죄자 등)까지 명시되어 있다. 다 합해 서로 다른 71개 장소에서 100회 이상의 학살이 있었다. 1942년 2월 1일, 예거는 프란츠 발터 슈타흘렌커에게 제출하기 위해 작성한 육필 메모에서 유대인 136,421 명(성인 남성 46,403 명, 성인 여성 55,556 명, 아동 34,464 명), 공산주의자 1,064 명, 정신병자 653 명, 기타 134 명을 죽였다고 총 학살 내역을 갱신했다.
보고서 분량은 총 6페이지이며 5부의 사본이 만들어졌으나 그중 1부만이 빌뉴스의 중앙 리투아니아 문서보관소에 남아 있다.

## 같이 보기
- 폴란드 특별기소대상 목록